# Atletismo nos Jogos Olímpicos de Verão de 1900 - 4000 m com obstáculos masculino
A competição dos 4000m com obstáculos masculino foi disputada pela primeira (e única) vez nos Jogos Olímpicos de Verão de 1900. Aconteceu no dia 16 de julho. Oito atletas de cinco países competiram.

## Medalhistas
| Ouro   | GBR John Rimmer     |
| Prata  | GBR Charles Bennett |
| Bronze | GBR Sidney Robinson |

## Resultados
| Pos. | Atleta                | Tempo        |
| ---- | --------------------- | ------------ |
|      | GBR John Rimmer       | 12:58.4      |
|      | GBR Charles Bennett   | 12:58.6      |
|      | GBR Sidney Robinson   | 12:58.8      |
| 4    | FRA Jacques Chastanié | Desconhecido |
| 5    | CAN George Orton      | Desconhecido |
| 6    | GER Franz Duhne       | Desconhecido |
| —    | USA Alexander Grant   | DNF          |
| —    | USA Thaddeus McClain  | DNF          |

- DNF: Não completou a prova.